# Paras Patel
Paras Patel (* 8. Juli 1986 in Florida, USA) ist ein amerikanischer Schauspieler, bekannt vor allem in seiner Rolle als Matthäus, Zolleintreiber und späterer Jünger Jesu, in der US-Fernsehserie The Chosen.

## Herkunft, Kindheit und Studium
Paras Patels Familie stammt aus dem indischen Bundesstaat Gujarat und war vor seiner Geburt in die Vereinigten Staaten von Amerika eingewandert. Bereits in seiner Kindheit begeisterte sich Patel für das Schauspiel und übte sich in kleineren Theaterstücken vor seiner Familie. Besonders prägend war für ihn die indische Film- und Musikindustrie um Bollywood. Er machte einen Bachelor-Abschluss in Finanzwissenschaft.
Patel ist Christ und lebt in Los Angeles.

## Berufliche Anfänge
Nach seinem Studienabschluss in Finanzwesen zog er nach Atlanta, Georgia, fand aber keinen passenden Job. Stattdessen knüpfte er Kontakt zur Filmindustrie von Atlanta und arbeitete an verschiedenen Filmsets im Hintergrund mit, so in der Serie The Vampire Diaries. Mit dem Geld finanzierte sich Patel Schauspielunterricht. Meist spielte er Nebenrollen, etwa in der Serie Revolution (2012) oder im Film Duff – Hast du keine, bist du eine (2015), erhielt jedoch auch eine Hauptrolle in ABC Family‘s Teen Spirit (2011). Seinen Durchbruch erzielte Paras Patel mit der Rolle des Matthäus in The Chosen.

## Rolle als Matthäus in The Chosen
Mit seiner Verkörperung des Matthäus, Zolleinnehmer und späterer Jünger Jesu, erlangte Patel internationale Bekanntheit. Der Apostel wird in der Serie als Autist mit Asperger-Syndrom gezeigt. Für die authentische Darstellung bekam Patel großen Zuspruch von Menschen aus aller Welt mit Asperger-Syndrom. Dies habe ihm seine Bestimmung als Künstler gegeben. So sagt er:
„Matthew [Matthäus] lehrt mich so viel über... ehrlich gesagt, es hört sich einfach an... aber es ist einfach nur Zuhören […] Einander zuzuhören, die Gedanken der anderen zu hören, ihnen einen Raum zu geben, in dem sie sich wohlfühlen, einen sicheren Raum, in dem sie offen sein können. […] Ich lerne, andere nicht so leicht zu verurteilen. Ich lerne, einander zu respektieren und wirklich zu versuchen, jemandem zuzuhören und sein Herz zu hören und ein Buch nicht nach seinem Umschlag zu beurteilen.“

## Filmografie
| Jahr | Produktion                         | Rolle           | Staffel | Episode |
| ---- | ---------------------------------- | --------------- | ------- | ------- |
| 2011 | Teen Spirit                        | Raj Kukuri      |         |         |
| 2012 | Revolution                         | Albert          | 1       | 3       |
| 2013 | Nashville                          | Aide            | 2       | 12      |
| 2014 | Nashville                          | Kendall         | 3       | 14–16   |
| 2014 | Navy CIS: L.A.                     | Jeremy          | 6       | 19      |
| 2015 | Ray Donovan                        | Zacks Assistent | 3       | 6       |
| 2015 | Duff – Hast du keine, bist du eine | Anupam          |         |         |
| 2017 | The Chosen                         | Matthäus        | 1       | alle    |
| 2017 | Fresh Off The Boat                 | Carl            | 4       | 10      |
| 2021 | The Chosen                         | Matthäus        | 2       |         |
| 2022 | The Chosen                         | Matthäus        | 3       |         |
| 2023 | The Shift                          | Rajit Nadir     |         |         |
| 2024 | The Chosen                         | Matthäus        | 4       |         |